# Procambarus nechesae
Espèce
Statut de conservation UICN

 LC  : Préoccupation mineure
Procambarus nechesae est une espèce d'écrevisses du sous-genre Procambarus (Ortmannicus), de la famille des Cambaridae.